# (136199) Eris
Eris (symbol: ) – planeta karłowata, jeden z obiektów dysku rozproszonego.
Eris została odkryta 5 stycznia 2005 roku na zdjęciach, które wykonano 21 października 2003 roku. Odkrycie tego obiektu ogłoszono 29 lipca 2005. Odkrywcy nadali jej nieoficjalną nazwę „Xena”. 13 września 2006 roku uzyskała stałą nazwę Eris, od imienia greckiej bogini niezgody.
(136199) Eris jest obiektem transneptunowym, którego masę już wkrótce po odkryciu oszacowano jako większą niż masa Plutona i z tego powodu w mediach nazywany był dziesiątą planetą. Jednak 24 sierpnia 2006 roku zdecydowano, że Eris, podobnie jak Pluton i Ceres, zaliczona będzie do nowej klasy obiektów – planet karłowatych.

## Odkrycie
Eris została odkryta 5 stycznia 2005 roku w Obserwatorium Palomar przez Michaela E. Browna, Chadwicka A. Trujillo i Davida Rabinowitza. Zespół ten od wielu lat zajmuje się systematycznym przeszukiwaniem obrzeży Układu Słonecznego w poszukiwaniu dużych obiektów i już wcześniej odkrywał tego typu obiekty – między innymi Quaoar i Sedna. Astronomowie prowadzili rutynowe obserwacje przy użyciu 48-calowego Teleskopu Samuela Oschina w Obserwatorium Palomar w Kalifornii. Eris została sfotografowana już 21 października 2003 roku, ale dopiero ponowna analiza komputerowa zebranych danych pozwoliła na stwierdzenie jej wolnego przemieszczania się na tle gwiazd. Dzięki następnym obserwacjom wstępnie określono jej orbitę i rozmiary.

## Orbita

Orbita Eris (dane dotyczące parametrów orbity z 2006 zawierające nieaktualne dziś położenie obiektów)

Okres orbitalny (136199) Eris wynosi ok. 561 lat. Podobnie jak Pluton, Eris posiada silnie ekscentryczną orbitę – o mimośrodzie ok. 0,44. W peryhelium ciało zbliża się do Słońca na 38,4 jednostek astronomicznych, a w aphelium oddala na 97,7 au (dla porównania, peryhelium orbity Plutona sięga 29,6, natomiast aphelium – 49,6 au). Jej nachylenie względem płaszczyzny ekliptyki jest jeszcze większe niż Plutona – wynosi aż 43,8°. Obiekt ten jest wystarczająco jasny (ma 19 wielkość gwiazdową), aby być dostępnym dla obserwacji fotograficznych nawet w niezbyt wielkich teleskopach. Przyczyną tak późnego odkrycia tego obiektu było nachylenie jego orbity – większość poszukiwań koncentruje się na okolicach płaszczyzny ekliptyki, wokół której znaleźć można większość materiału Układu Słonecznego.

Animacja pokazująca ruch Eris (po lewej stronie) na tle pozostałych obiektów. Te trzy klatki zostały zarejestrowane w odstępie trzech godzin.

W 2025 roku Eris oddalona była o ponad 95,5 au od Słońca, po przejściu aphelium orbity ok. 1976 roku. Poza kometami długookresowymi oraz niektórymi sondami kosmicznymi, Eris i jej księżyc Dysnomia są jednymi z najodleglejszych znanych ciał Układu Słonecznego.

## Charakterystyka fizyczna

### Rozmiary

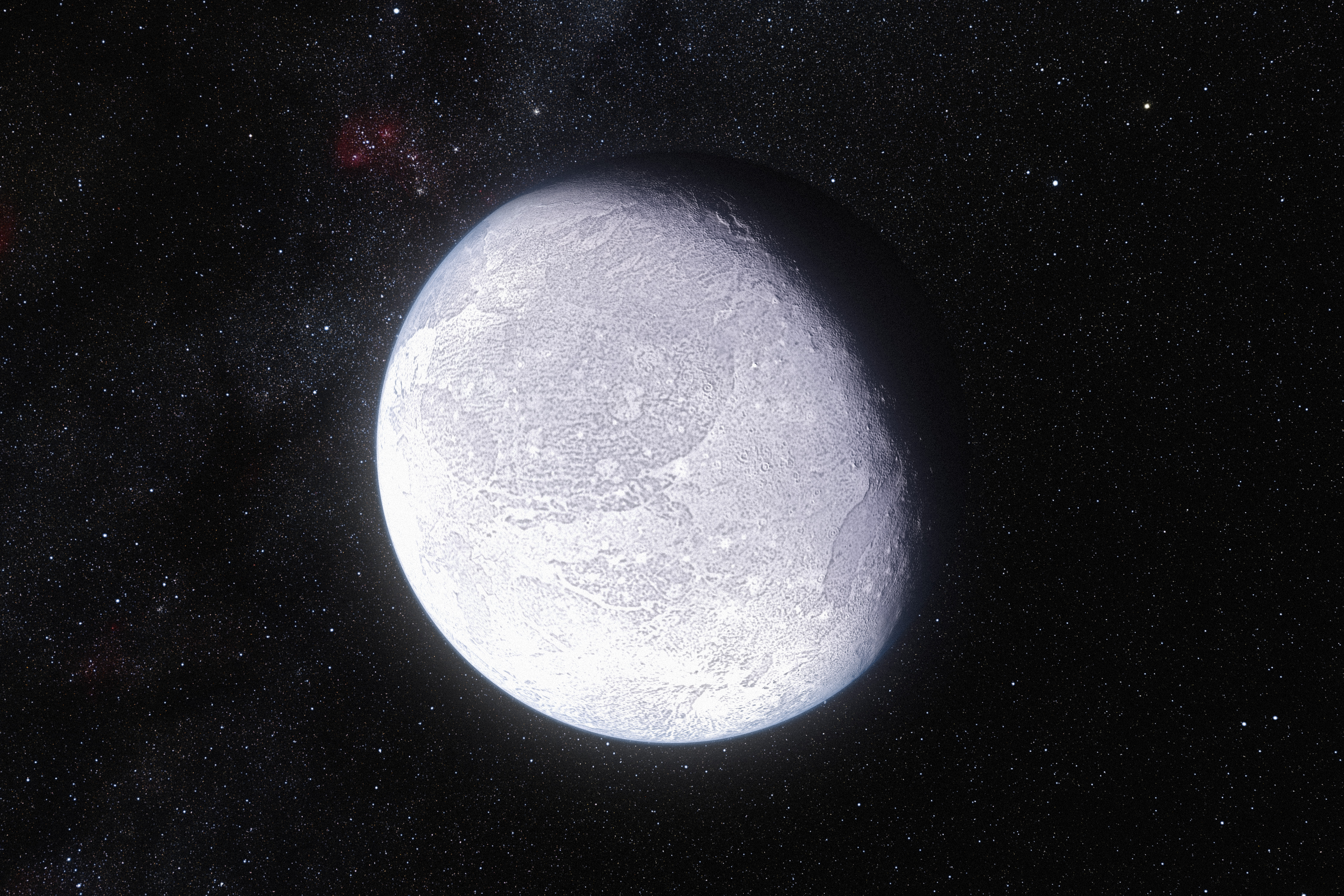
Wizja artystyczna powierzchni Eris oparta na wynikach obserwacji ESO.

Pierwsza próba określenia rozmiarów Eris na podstawie ilości emitowanego promieniowania podczerwonego mierzonego przez Kosmiczny Teleskop Spitzera nie powiodła się z powodu błędu.
2 lutego 2006 dr Bertoldi i inni z Instytutu Maxa Plancka w Bonn opublikowali w czasopiśmie „Nature” rezultaty pomiarów promieniowania termicznego obiektu (w zakresie 1,2 mm), szacując średnicę Eris na 3000±400 km. Źródłem tej niepewności jest ograniczona dokładność samej metody pomiaru (±300 km). Dodatkowa niepewność (±100 km) związana jest z nieznaną prędkością obrotową i nachyleniem osi obiektu. Autorzy przyznawali, że było ok. 16% prawdopodobieństwa, że rzeczywista średnica obiektu jest poniżej dolnej granicy, czyli 2600 km. Jednak nawet w tym wypadku wymiary Eris byłyby większe od Plutona (średnica 2370 km).
9 i 10 grudnia 2005 roku dokonano obserwacji przy użyciu Kosmicznego Teleskopu Hubble’a. Na ich podstawie określono wartość średnicy planety karłowatej na 2398 km z niepewnością ±97 km. NASA oficjalnie zaprezentowała te dane 11 kwietnia 2006 roku.
Obserwacje Eris dokonane w listopadzie 2010 roku, w czasie przejścia tej planety na tle słabej gwiazdy z konstelacji Wieloryba wskazały, że Eris może nie mieć rozmiarów większych niż Pluton (2370 km ±20 km), a może być nawet o ok. 100–120 kilometrów mniejsza. W roku 2011 średnica Eris została doprecyzowana na 2326 ±12 km.

### Powierzchnia
Obserwacje spektroskopowe w bliskiej podczerwieni wykonane przy użyciu dużego (średnica 8 m) teleskopu Gemini North na Mauna Kea wykazały obecność lodu metanowego na powierzchni Eris. Podobną charakterystykę ma powierzchnia Plutona. Obecność lodu metanowego wskazuje na istnienie pierwotnej powierzchni, która nigdy nie została znacząco ogrzana od momentu powstania. Oznacza to, że Eris zawsze pozostawała na dalekich peryferiach Układu Słonecznego. Powierzchnia Eris ma szare zabarwienie, w przeciwieństwie do lekko czerwonawego Plutona. Przyczyna tej różnicy nie jest obecnie znana.
Równocześnie nowe obserwacje pokazują, że Eris jest otoczona przez gruby płaszcz lodu, gdyż odbija prawie całe światło, które na nią pada. Oznacza to, że jest prawdopodobnie pokryta bardzo cienką warstwą zamarzniętej atmosfery, która przypuszczalnie zawiera zamrożony azot zmieszany z metanem. Przyczyną zamarzania atmosfery Eris jest prawdopodobnie jej wydłużona orbita, sięgająca daleko od Słońca.

## Księżyc
Eris ma księżyc o nazwie Dysnomia (wcześniej używano prowizorycznego oznaczenia S/2005 (2003 UB313) 1 lub nieoficjalnej nazwy „Gabrielle”, od imienia przyjaciółki bohaterki serialu telewizyjnego Xena: Wojownicza księżniczka). Odkrycia dokonano 10 września 2005 roku przy użyciu teleskopu Keck II zaopatrzonego w system optyki adaptacyjnej. Dysnomia jest około 500 razy mniej jasna od Eris; jej średnicę szacuje się na około 150 km. Dalsze obserwacje ustaliły, że Dysnomia porusza się wokół Eris po niemal kołowej orbicie o okresie około 16 dni. Dzięki oddziaływaniu grawitacyjnemu między Eris i Dysnomią udało się również ustalić, że Eris jest 1,27 razy masywniejsza od Plutona i jest najmasywniejszym znanym obiektem transneptunowym.

## Konsekwencje odkrycia
Niektórzy astronomowie już od wielu lat postulowali „degradację” Plutona do rangi dużej planetoidy, czy też tzw. obiektu transneptunowego i zmianę definicji pojęcia „planeta”. Na odkrywane nowe ciała z Pasa Kuipera funkcjonowały określenia plutonki, twotino i cubewano, związane z parametrami ich orbit. Rozmiary Plutona i utarta tradycja, zaliczająca go do planet, wstrzymywały naukowców od radykalnych kroków w kwestiach nazewniczych; odkrycie większego obiektu nie było jednak wielkim zaskoczeniem.
Podczas sympozjum Międzynarodowej Unii Astronomicznej (IAU) w Pradze 24 sierpnia 2006 roku przyjęto nową definicję planety. Eris wraz z Plutonem i Ceres uznane zostały za planety karłowate. Od sierpnia 2008 roku planety karłowate krążące poza orbitą Neptuna nazywane są również plutoidami.